# Rodolfo Sabatini
Rodolfo Sabatini (Firenze, 1870 – Firenze, 1957) è stato un architetto italiano.

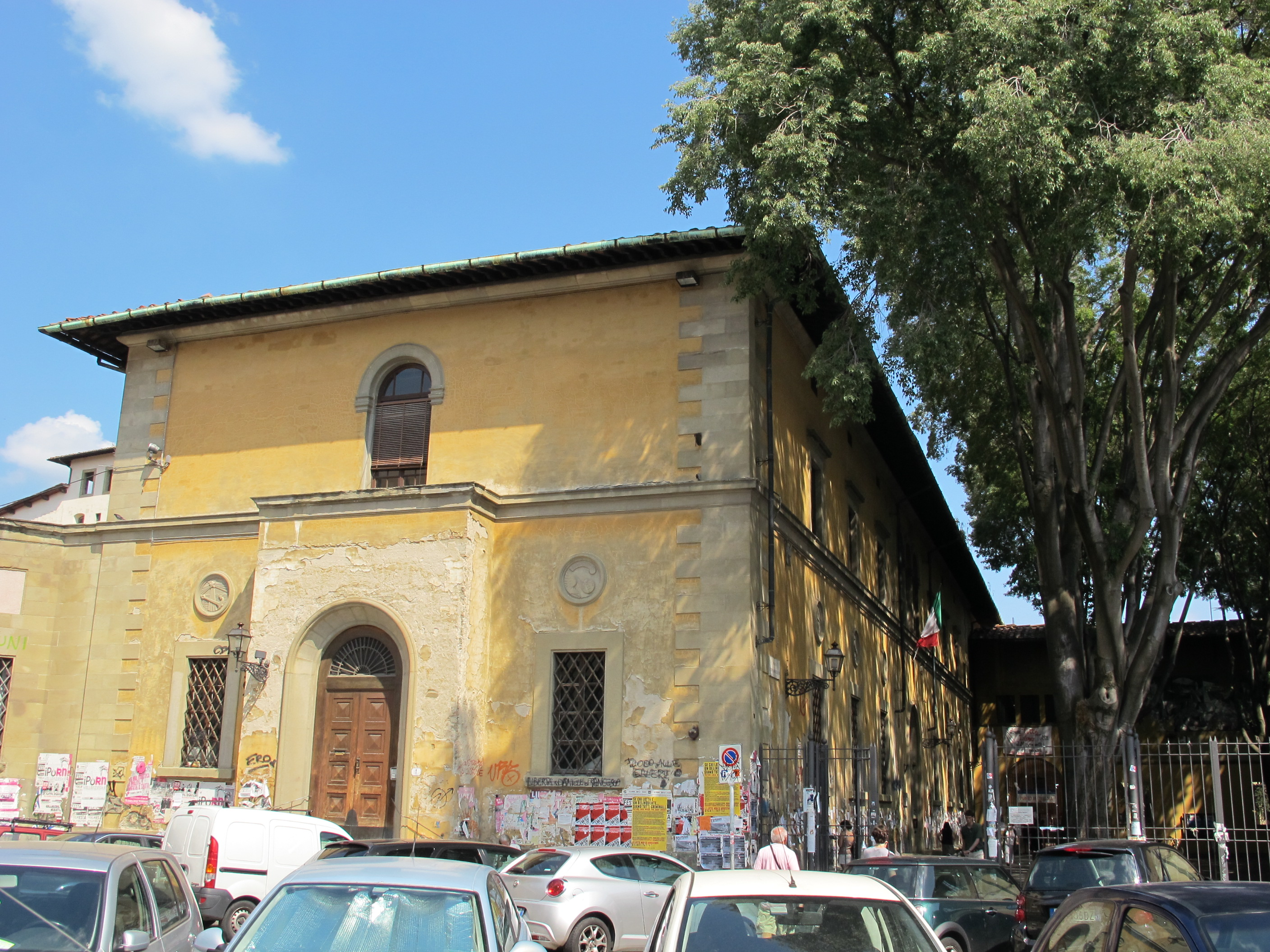
La Casa del Mutilato a Firenze

A Firenze costruì il palazzo delle Poste e Telegrafi (completato nel 1917) e la Casa del Mutilato (1937), per la quale disegnò anche i medaglioni della facciata.
Fu architetto dell'Opera del Duomo fiorentina e curò un restauro della cattedrale nel 1938.